# Komlóskeresztes
Komlóskeresztes (szlovákul: Chmeľov) község Szlovákiában, az Eperjesi kerület Eperjesi járásában. Gyertyánalja tartozik hozzá.

## Fekvése
Eperjestől 17 km-re északkeletre, a Szekcső-patak és a Tapoly között fekszik.

## Története
1212-ben II. András adománylevelében említik még posessioként először. A király ekkor adományozta más Sáros vármegyei területekkel együtt mint birtokot a Szent Sír Kanonokrendnek. A komlósi keresztesek egy 1264-ben kibocsátott oklevélben is feltűnnek „cruciferi de Cumlouch” alakban. 1269-ben „Kumlous” néven tűnik fel. Temploma 1300 körül már állt, építését szintén a kereszteseknek tulajdonítják. 1313-ban a rend a birtokot Szepesi Rikolf fiainak, Kakasnak és Jánosnak Landek nevű birtokával cserélte el.
A falut 1319-ben „Komlos” néven említi először oklevél, amikor Kakas mester Somosi György fia Jánosnak adja el. A Somosiak mellett 1351-ben még Komlóssy Adrián fiai is birtokosok a településen. 1352-ben „Pousfalva alebo Komlous” néven találjuk. 1391-ben a Liptay család, 1427-ben a Széchy és Somosi családok a falu tulajdonosai, melynek 42 portája adózott. 1435-ben a Homonnay család rendelkezett még itt birtokokkal. A 15. század közepén a husziták foglalták el a falut és a falutól mintegy 1,5 km-re keletre várat építettek. 1458-ban „Kereztheskomlos” néven szerepel. 1460-ban Hunyadi Mátyás serege közeledtére a várat egy megegyezés alapján lerombolták. 1470-ben a Szirmay család a fő birtokos, de 1478-tól a 19. század végéig a Semsey családnak is voltak birtokai a községben. 1511-ben a Báthori-család lett a falu földesura. 1559-ben Usaly Péter fiai kaptak itt birtokot királyi adományba. 1570-ben II. Miksa császár a Fejérváryaknak adta, akik egészen a 20. század elejéig megtartották a birtokot. 1787-ben 45 házában 405 lakos élt.
A 18. század végén Vályi András így ír róla: „Komlós. Keresztes. Hmelov. Tót falu Sáros Várm. földes Urai Semsei, Fejérvári, és más Uraságok, lakosai katolikusok, többen evangelikusok, ’s az Uraságoknak épűleteikkel jelesíttetik, fekszik Posfalvának szomszédságában, mellynek filiája, határja jó, réttyei sarjút is teremnek, legelője és fája mind a’ két féle elég, piatzozó helyétől sints meszszire.”
1828-ban 34 háza volt 249 lakossal, akik főként mezőgazdasággal foglalkoztak.
Fényes Elek 1851-ben kiadott geográfiai szótárában így ír a faluról: „Keresztes (Komlós-), Chmelow, Sáros v. tót f., Pósfalu fil. 91 római, 10 g. kath., 142 evang., 17 zsidó lak. Evang. templom. Termékeny határ. Erdő. A Fejérváry nemzetség innen veszi előnevét.”
1920 előtt Sáros vármegye Girálti járásához tartozott.

## Népessége
| Év:            | 1994. | 2004.   | 2014.   | 2024.   |
| -------------- | ----- | ------- | ------- | ------- |
| Emberek száma: | 854   | 912     | 984     | 1076    |
| Eltérés:       |       | +6,79 % | +7,89 % | +9,34 % |

| Év:            | 2023. | 2024.   |
| -------------- | ----- | ------- |
| Emberek száma: | 1078  | 1076    |
| Eltérés:       |       | -0,18 % |

1910-ben 410, többségben szlovák lakosa volt, jelentős cigány kisebbséggel.
2001-ben 913 lakosából 882 szlovák és 26 cigány volt.
2011-ben 964 lakosából 846 szlovák és 75 cigány.

## Nevezetességei
- Egykori várát a 15. század közepén a husziták építették és 1460 körül pusztult el.
- A Szent Kereszt Felmagasztalása tiszteletére szentelt római katolikus temploma 1300-ban már állt. Az eredeti gótikus szentély a mai napig jó állapotban maradt fenn. 1634-ben reneszánsz stílusban építették át. Középkori erődfala leromlott állapotban van.
- Evangélikus temploma.
- A keresztesek egykori várát a 17. században kastéllyá építették át. 1945-óta iskola működik benne.

## Itt született
- 1780-ban komlóskeresztesi Fejérváry Gábor régész

## Lásd még
- Gyertyánalja